# Hallo
Hallo ist im Deutschen ein mündlicher oder schriftlicher, nicht förmlicher Gruß, insbesondere unter Bekannten oder Freunden. Als Interjektion wird der Ausdruck auch ähnlich dem veralteten Anruf „Heda!“ gebraucht, um auf sich aufmerksam zu machen: „Hallo, ist da jemand?“ Eine weitere Interjektion – „Aber hallo!“ – hat die Bedeutung einer Bekräftigung (etwa: „Da hast du sowas von Recht!“) oder auch eines Widersprechens (etwa: „Da übersiehst du etwas Wesentliches!“). Seit einigen Jahren vermehrt aufgekommen ist der Gebrauch als Frage „Hallo?“ mit abweichender Betonung, um jemanden zur Besinnung zu rufen. Wesentlich für die jeweilige Bedeutung ist die gewählte Betonung, Mimik und Gestik des Sprechenden. Von dem Ausruf leitet sich die substantivierte, im Gegensatz zu den anderen Formen auf der zweiten Silbe betonte Form „ein Hallo“ ab, die ein (fröhliches) lärmendes Durcheinander bezeichnet („Er wurde mit großem Hallo empfangen.“).

## Herkunft
Der imperativische Ruf „hallo“ ist im Deutschen wie im Englischen alt. Die frühesten literarischen Belege im Deutschen stammen aus dem 15. Jahrhundert. Mit „hallo“ wird der Fährmann vom gegenüberliegenden Ufer herbei gerufen oder wörtlich geholt. Der Ausdruck stammt ebenso wie das nahe „holla“ von althochdeutsch halōn, holōn, mittelhochdeutsch halen, holen, holn für „rufen, holen“ (daraus neuhochdeutsch holen). Beide Ausdrücke sind klanglich intensivierte Imperative dieses Verbs. „Hallo“ oder „halloh“ kommt später auch als Hetzruf bei der Jagd, auch an Hunde, zum Einsatz.
Eine Popularisierung erfuhr das Wort durch die Erfindung des Telefons. Das erste Wort, das Thomas Alva Edison mit dem von ihm im Jahr 1877 erfundenen Phonographen aufzeichnete und wiedergab, war hallo bzw. hello. Zur selben Zeit entwickelte Edison den durch Alexander Graham Bell 1876 patentierten Fernsprecher weiter und setzte sich mit seinem Vorschlag hello gegen Bell durch, der ahoy als Begrüßung favorisierte. Hello war vor den 1880er Jahren in den USA als Begrüßung unüblich und soll von Halloo, einem Ruf an einen Fährmann, abgeleitet sein. Nach anderen war hallo oder hello (als amerikanische Schreibweise) zumal an der westlichen Frontier seit Mitte des 19. Jahrhunderts üblich. „Hallo, the house“ war demnach der gewöhnliche Gruß, wenn man eine Siedlung erreichte. Im Französischen hat allô seinen Ursprung als reine Telefonbegrüßung bewahrt, in der persönlichen Begrüßung wird stattdessen „salut“ genutzt.
Möglicherweise ist der Gruß aber auch ungarischer Herkunft. Beim Testen der ersten amerikanischen Telefonzentrale, die von ungarischen Wissenschaftlern (Tivadar Puskás) entwickelt wurde, soll das Wort hallom (ungarisch: „ich höre es“) benutzt worden sein, bzw. hallod (ungarisch: „hörst du?“). 

## Ähnliche Begrüßungen in anderen Sprachen
- Albanisch: mirëdita, tungjatjeta, am Telefon: alo
- Arabisch: أهلاً ahlan oder مرحبا marhaba, am Telefon: ألو alu!
- Bairisch: hawedere, „habe die Ehre“[6]
- Bengalisch: নমস্কার (namaskar, gesprochen nomoschkar)
- Bulgarisch: здравей, здрасти (sdraweĭ, sdrasti, Duzform), здравейте (sdraweĭte, |Siezform)
- Chinesisch: 你好! (ní hao); am Telefon: 喂 (wéi/wèi)
- Dänisch: hej
- Dzongkha: སྐུ་གཟུགས་བཟང་པོ་ལགས། (kuzoozangpo la, formal), སྐུ་གཟུགས་བཟང་པོ། kuzoozangpo (, freundschaftlich)
- Englisch: hello, hi, gelegentlich auch hallo
- Esperanto: saluton
- Estnisch: tere
- Fidschi: bula
- Finnisch: terve, hei, moi, moro
- Französisch: salut, bonjour, am Telefon: allô
- Georgisch: გამარჯობა, (gamardschoba, wörtlich „sei siegreich“), Siezform/Plural: გამარჯობათ (gamardschobat)
- Griechisch: γειά (ja), am Telefon: εμπρός (emprós)
- Hawaiisch: aloha
- Hebräisch: שלום (schalom)
- Hindi: नमस्ते (namaste)
- Indonesisch: halo
- Italienisch: ciao (freundschaftlich), buongiorno (formal), am Telefon: pronto
- Japanisch: こんにちは! (konnichi wa!, formal), おーい! (ōi!, freundschaftlich), am Telefon: もしもし (moshimoshi)
- Khmer: ជំរាបសួរ (tchum-reaup suw)
- Koreanisch: 안녕하세요! (annyeong haseyo!)
- Kroatisch: Bog! („Grüß Gott!“)
- Latein: ave/salve (bzw. im Plural salvete)
- Lettisch: Čau! Sveiki!
- Litauisch: Labas!
- Malagasy: Salama!
- Malaysisch: Hai!, Hello!
- Māori: tena koe
- Mongolisch: Сайн уу! (Sain uu!)
- Niederdeutsch: moin moin
- Niederländisch: hallo, hoi
- Norwegisch: hei, hallo, morn
- Persisch: salam, ahay, am Telefon: alo!
- Polnisch: cześć (Begrüßung), nur am Telefon: halo
- Portugiesisch: olá (in Portugal), am Telefon (in Brasilien): oi, alô
- Rumänisch: salut (freundschaftlich), bună ziua (formal) oder einfach nur bună (letzteres unter Freunden und Bekannten vornehmlich im Süden Rumäniens), alo (ausschließlich am Telefon), ciao (freundschaftlich), sărut mâna (deutsch „küss die Hand“, heutzutage nur noch in Siebenbürgen gegenüber Frauen verwendet)
- Russisch: привет (priwjet), am Telefon: алло (allo)
- Schwedisch: hej, hallå, god dag
- Schweizerdeutsch: hoi, sali, tschau
- Serbisch: zdravo, alo (am Telefon)
- Slowakisch: ahoj, halo (am Telefon)
- Spanisch: hola, am Telefon: diga, dígame, sí, aló?
- Tamil: வணக்கம்! (vaṇakkam!)
- Thailändisch: สวัสดี! (sawadee)
- Tschechisch: nazdar, ahoj, čau, am Telefon: halo
- Türkisch: merhaba (zur Begrüßung), am Telefon: alo
- Ukrainisch: привіт! (prywit!)
- Ungarisch: szia (freundschaftlich), szervusz (formal), am Telefon: halló
- Vietnamesisch: chào